# Commune de Vändra
La commune de Vändra (en estonien : Vändra vald) est une municipalité rurale d'Estonie située dans le Comté de Pärnu. 
Le 27 octobre 2009, elle absorbe la commune de Kaisma.

## Description

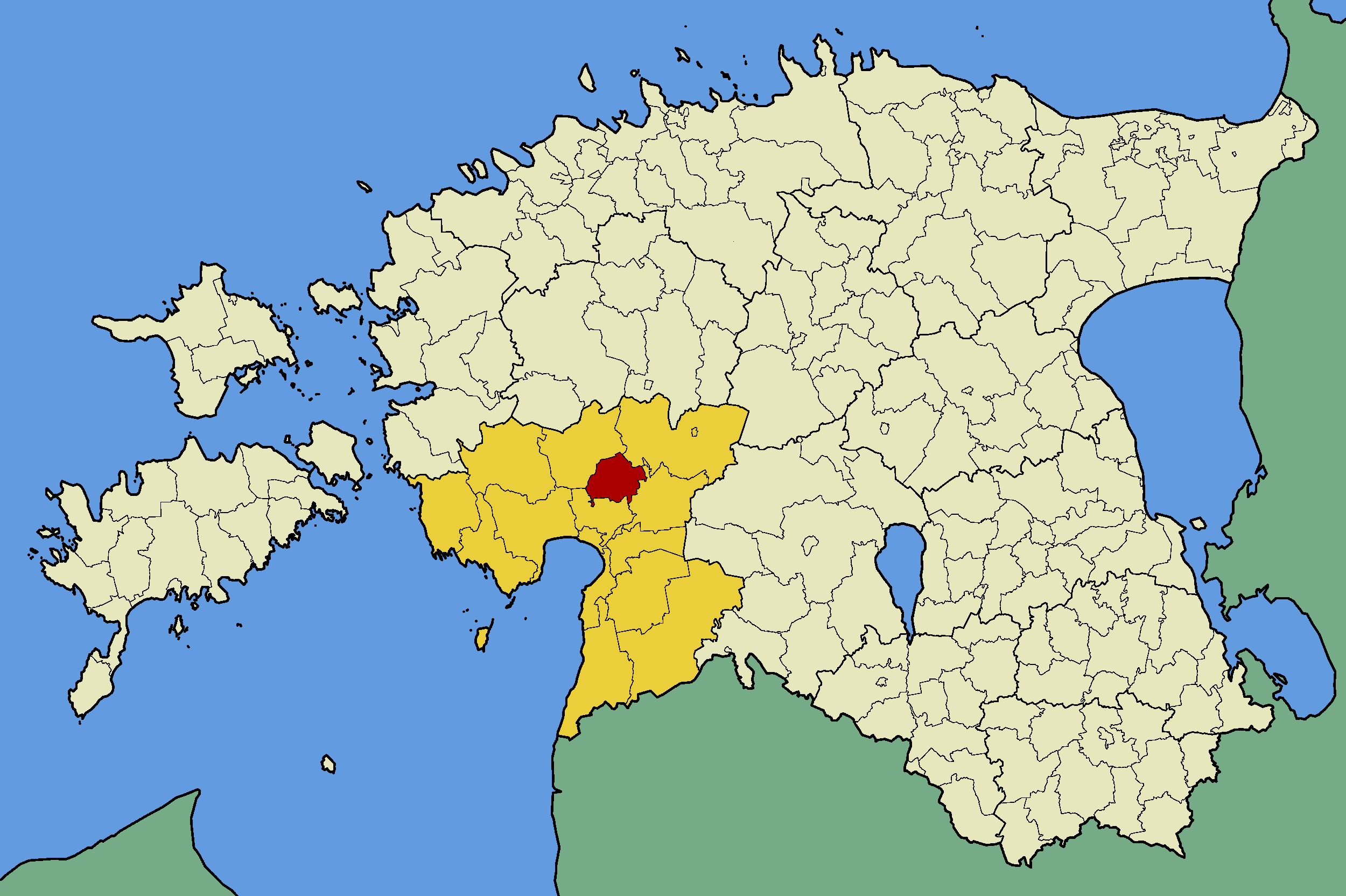
Commune de Vändra (en rouge) dans le Comté de Pärnu (en jaune).

Elle s'étend sur 642 km2
et a 2 723 habitants au 1er janvier 2012.

## Municipalité
La municipalité regroupe 59 villages :

### Villages
Aluste - Allikõnnu - Kaansoo - Kadjaste - Kaisma - Kalmaru - Kergu - Kirikumõisa - Kobra - Kõnnu - Kose - Kullimaa - Kurgja - Leetva - Luuri - Lüüste - Mädara - Massu - Metsavere - Metsaküla - Mustaru - Oriküla - Pärnjõe - Rae - Rahkama - Rahnoja - Rätsepa - Reinumurru - Rõusa - Säästla - Samliku - Sikana - Sohlu - Suurejõe - Tagassaare - Ünnaste - Vaki - Venekuusiku - Veskisoo - Vihtra - Viluvere - Võidula - Võiera